# City-Pier-City Loop 2009
De 35e editie van de City-Pier-City Loop vond plaats op zondag 14 maart 2009.
De wedstrijd werd bij mannen gewonnen door de Keniaan Sammy Kitwara in 59.47. Aan de finish had hij slechts drie seconden voorsprong op de Ethiopiër Haile Gebreselasie. De Keniaanse Pauline Wangui won net als het jaar ervoor de wedstrijd bij de vrouwen. Ditmaal had zijn 1:10.50 nodig voor het parcours.
De loop deed tevens dienst als Nederlands kampioenschap halve marathon. De nationale titels werden gewonnen door Patrick Stitzinger (negende in 1:02.43) en Ilse Pol (derde in 1:14.40).

## Uitslagen

### Mannen
| rang   | naam                     | land | tijd    | NK    |
| ------ | ------------------------ | ---- | ------- | ----- |
| Goud   | Sammy Kitwara            | KEN  | 59.47   |       |
| Zilver | Haile Gebreselasie       | ETH  | 59.50   |       |
| Brons  | Dereje Gebrehiwot        | ETH  | 1:00.02 |       |
| 4      | Getu Feleke              | ETH  | 1:00.36 |       |
| 5      | Martin Fagan             | IRL  | 1:00.57 |       |
| 6      | Philemon Terer           | KEN  | 1:01.25 |       |
| 7      | Gilbert Okari            | KEN  | 1:01.26 |       |
| 8      | Gilbert Chepkwony        | KEN  | 1:02.36 |       |
| 9      | Patrick Stitzinger       | NED  | 1:02.43 | 1e NK |
| 10     | Simon Bairu              | CAN  | 1:03.10 |       |
| 11     | Eric Kigen               | KEN  | 1:04.09 |       |
| 12     | Dabaya Badhaso           | ETH  | 1:04.14 |       |
| 13     | Paul Lekuraa             | KEN  | 1:04.41 |       |
| 14     | Gary Thornton            | IRL  | 1:04.42 |       |
| 15     | Oystein Sylta            | NOR  | 1:04.43 |       |
| 16     | Erik Pettersson          | SWE  | 1:05.11 |       |
| 17     | Gert-Jan Wassink         | NED  | 1:05.24 | 2e NK |
| 18     | Lander Van Droogenbroeck | BEL  | 1:05.32 |       |
| 19     | Florent Caelen           | BEL  | 1:05.57 |       |
| 20     | Robert Ton               | NED  | 1:05.59 | 3e NK |
| 21     | Paul-Victor Martelletti  | NZL  | 1:06.08 |       |
| 24     | Olfert Molenhuis         | NED  | 1:06.37 | 4e NK |
| 25     | Colin Bekers             | NED  | 1:06.54 | 5e NK |

### Vrouwen
| rang   | naam                | land | tijd    | NK     |
| ------ | ------------------- | ---- | ------- | ------ |
| Goud   | Pauline Wangui      | KEN  | 1:10.50 |        |
| Zilver | Catherine Ndereba   | KEN  | 1:11.35 |        |
| Brons  | Ilse Pol            | NED  | 1:14.40 | 1e NK  |
| 4      | Christina-Bus Holth | NOR  | 1:15.38 |        |
| 5      | Inge de Jong        | NED  | 1:16.12 | 2e NK  |
| 6      | Saskia de Vries     | NED  | 1:16.12 | 3e NK  |
| 7      | Eva Janssen         | NED  | 1:17.04 | 4e NK  |
| 8      | Corine Spaans       | NED  | 1:17.09 | 5e NK  |
| 9      | Margaretha Baumann  | NOR  | 1:17.13 |        |
| 10     | Miriam van Reijen   | NED  | 1:17.18 | 6e NK  |
| 11     | Femke Klous         | NED  | 1:19.03 | 7e NK  |
| 12     | Gladys Ganiel       | USA  | 1:19.14 |        |
| 13     | Jolanda Verstraten  | NED  | 1:19.20 | 8e NK  |
| 14     | Nadezhda Wijenberg  | NED  | 1:20.13 | 9e NK  |
| 15     | Therese Hagersjö    | SWE  | 1:20.25 |        |
| 16     | Ingrid Prigge       | NED  | 1:20.34 | 10e NK |
| 17     | Jacqueline Rustidge | NED  | 1:20.46 | 11e NK |
| 18     | Petra Sloots        | NED  | 1:21.20 | 12e NK |

1975 ·
1976 ·
1977 ·
1978 ·
1979 ·
1980 ·
1981 ·
1982 ·
1983 ·
1984 ·
1985 ·
1986 ·
1987 ·
1988 ·
1989 ·
1990 ·
1991 ·
1992 ·
1993 ·
1994 ·
1995 ·
1996 ·
1997 ·
1998 ·
1999 ·
2000 ·
2001 ·
2002 ·
2003 ·
2004 ·
2005 ·
2006 ·
2007 ·
2008 ·
2009 ·
2010 ·
2011 ·
2012 ·
2013 ·
2014 ·
2015 ·
2016 ·
2017 ·
2018 ·
2019 (afgelast) ·
2020 ·
2021 (afgelast) ·
2022 ·
2023 ·
2024
1992 · 
1993 · 
1994 · 
1995 · 
1996 · 
1997 ·
1998 ·
1999 · 
2000 · 
2001 · 
2002 · 
2003 · 
2004 · 
2005 · 
2006 · 
2007 · 
2008 · 
2009 · 
2010 · 
2011 · 
2012 · 
2013 · 
2014 · 
2015 · 
2016 ·
2017 ·
2018 ·
2019 ·
2022 ·
2023